# Agenzia multilaterale di garanzia degli investimenti
L'Agenzia multilaterale di garanzia degli investimenti (in inglese Multilateral Investment Guarantee Agency, MIGA) è un'organizzazione del Gruppo della Banca mondiale, che offre assicurazioni contro i rischi politici. È stata istituita per promuovere gli investimenti esteri diretti ai paesi in via di sviluppo. L'agenzia MIGA è stata fondata nel 1988 con una base di capitale di 1 miliardo di dollari americani e ha sede a Washington. Sono 181 i paesi che ne fanno parte.

## Obiettivi
L'agenzia MIGA mira a facilitare il flusso di investimenti di capitali privati a fini produttivi nei paesi in via di sviluppo, avendo cura di dare garanzie agli investitori per le perdite causate da rischi non commerciali come espropri, inconvertibilità e trasferimenti di valuta, guerre civili o disordini.
La MIGA fornisce anche servizi nei settori di assistenza tecnica e consulenza per gli investimenti. Questi hanno l'obiettivo di sostenere le attività di promozione degli investimenti per diffondere le informazioni pertinenti su Internet (IPAnet) aumentando le possibilità di accesso nei paesi in via di sviluppo interessati.
L'agenzia svolge un ruolo importante nelle situazioni post-belliche, nelle quali riesce, in collaborazione con enti pubblici e privati, a garantire coperture in paesi in cui le compagnie di assicurazione non sono disposte ad operare.
La copertura assicurativa opera per i rischi "non commerciali o politici". Le categorie dei rischi comprendono: il rischio di valuta, il rischio di espropriazione e di misure analoghe, il rischio di risoluzione del contratto, e infine, il rischio di guerra o di disordini civili. Prima di ottenere l'indennizzo l'investitore deve adire i tribunali locali; qualora gli sia precluso l'accesso alla giurisdizione o nel caso di esito negativo, l'investitore potrà rivolgersi all'Agenzia che dovrà corrispondere l'indennizzo pattuito nel contratto in relazione alla tipologia del rischio. Successivamente, l'Agenzia potrà surrogarsi nei diritti dell'investitore. Le eventuali controversie saranno soggette ad arbitrato secondo la procedura ICSID.
Tra il 1988 e il 2010 l'organizzazione ha fornito più di 22 miliardi di dollari di assicurazione da rischi politici per oltre 600 progetti in 100 paesi in via di sviluppo. Il suo portafoglio garanzie ammonta a 8,4 miliardi di dollari. L'agenzia ha sostenuto la realizzazione di progetti che hanno dato lavoro, fornito acqua, elettricità e altre infrastrutture di base, oltre a generare entrate fiscali, creato programmi di formazione e aiutato i paesi a sfruttare le risorse naturali in modo ecologicamente sostenibile.

## Membri
L'agenzia MIGA comprende 181 membri dell'ONU più il Kosovo.
Non ne fanno parte: Brunei, São Tomé e Príncipe, Niger, Somalia, Comore, San Marino, Bhutan, Birmania, Tuvalu, Kiribati, Isole Marshall, Samoa, Cuba, Corea del Nord, Andorra, Principato di Monaco, Liechtenstein, Nauru, Isole Cook, Niue, Città del Vaticano e tutti gli stati privi di riconoscimento internazionale.